# Боктерли
Боктерли (каз. Бөктерлі, до 2007 г. — Малогоровка) — село в Ескельдинском районе Жетысуской области Казахстана. Входит в состав Кокжазыкского сельского округа. Код КАТО — 196439200.

## Население
В 1999 году население села составляло 241 человек (115 мужчин и 126 женщин). По данным переписи 2009 года, в селе проживали 202 человека (96 мужчин и 106 женщин).